# Aythorpe Roding
Aythorpe Roding – wieś w Anglii, w hrabstwie Essex, w dystrykcie Uttlesford. Leży 16 km na północny zachód od miasta Chelmsford i 45 km na północny wschód od Londynu. Miejscowość liczy 201 mieszkańców.